# NHL 09

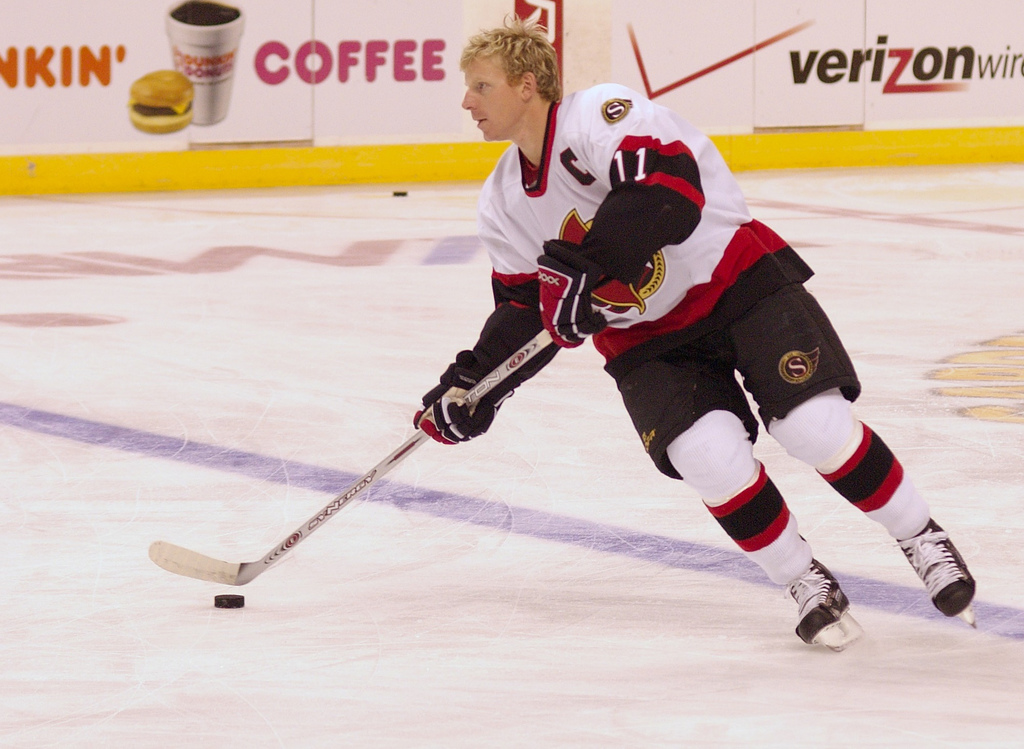
Daniel Alfredsson syns på spelets omslag.

NHL 09 är ett ishockey-spel från 2008 utvecklat och publicerad av EA Sports. Spelet släpptes till PlayStation 3, Xbox 360, PlayStation 2 och Windows, det är sista spelet i serien som släpptes till Playstation 2 och senaste spelet som släpptes till Windows. Dion Phaneuf pryder på omslaget i Nordamerika, i Ryssland av Aleksandr Ovetjkin och i Sverige av Daniel Alfredsson.

## Funktioner
Det nya valet Be A Pro låter spelaren spela endast en vald ishockeyspelare. När Montreal Canadiens firade 100-årsjubileum säsongen 2008/2009 kom ett lag bestående av kända ishockeyspelare från Montreal Canadiens historia i spelet. Endast versionerna till Playstation 2 och Windows har svenska kommentatorerna Arne Hegerfors och Anders Parmström. Egen musik kan importeras men enbart till Xbox 360.

### Ligor
- National Hockey League
- American Hockey League
- Deutsche Eishockey Liga
- Elitserien
- Extraliga
- RSL
- FM-ligan

## Musik
- Airbourne - "Runnin' Wild"
- Apocalyptica feat. Tomoyasu Hotei - "Grace"
- Avenged Sevenfold - "Afterlife"
- Billy Talent feat. Anti-Flag - "Turn Your Back"
- Black Tide - "Warriors of Time"
- Bullet for My Valentine - "Hearts Burst Into Fire"
- Coheed and Cambria - "The Running Free"
- From First to Last - "Two As One"
- Johnossi - "Execution Song"
- Millencolin - "Done Is Done"
- Panic at the Disco - "Nine in the Afternoon"
- Phantom Planet - "Do the Panic"
- Protest the Hero - "The Dissentience"
- Sons and Daughters - "Gilt Complex"
- The Elms - "The Shake"
- The Kills - "Cheap and Cheerful"

## Mottagande
- IGN: 9.0/10[1]
- Game Informer: 9.25/10
- Gamespot: 9.0/10[2] (Xbox 360)